# Romancing the Stone
Romancing the Stone is een Amerikaanse avonturenfilm uit 1984 geregisseerd door Robert Zemeckis. In 1985 kwam er een vervolg uit, The Jewel of the Nile met dezelfde acteurs. In 1989 kwam The War of the Roses uit waarin het drietal nogmaals de hoofdrol speelde.

## Verhaal
Op een gewone dag krijgt Joan, een schrijfster van liefdesromans, een envelop toegestuurd. Ze neemt deze mee naar een gesprek met haar uitgeefster. Later zal blijken dat in de envelop een schatkaart zit. Terwijl ze weg is, wordt er ingebroken door kolonel Zolo, die op zoek is naar de kaart. Bij terugkomst in haar flat wordt ze gebeld door haar zus Elaine in Colombia. Ze blijkt ontvoerd te zijn en haar ontvoerders willen dat Joan naar Cartagena komt om de kaart te overhandigen. Ze vertrekt onvoorbereid naar Colombia en de kolonel volgt haar.
Kolonel Zolo laat haar in de verkeerde bus stappen waardoor ze in de binnenlanden terechtkomt. Als de bus een ongeluk krijgt, adviseert hij haar om te wachten op de volgende bus. Als alle passagiers weg zijn, bedreigt hij haar en vraagt om de kaart. Jack, die toevallig langskomt, helpt haar ontsnappen. Zolo blijkt echter hoofd van de politie te zijn en zet met een aantal agenten de achtervolging in waardoor de twee door de jungle moeten vluchten.

## Rolverdeling
| Acteur             | Personage      |
| ------------------ | -------------- |
| Michael Douglas    | Jack T. Colton |
| Kathleen Turner    | Joan Wilder    |
| Danny DeVito       | Ralph          |
| Zack Norman        | Ira            |
| Alfonso Arau       | Juan           |
| Manuel Ojeda       | Kolonel Zolo   |
| Holland Taylor     | Gloria         |
| Mary Ellen Trainor | Elaine         |
| Eve Smith          | Mrs. Irwin     |
| Joe Nesnow         | Super          |

## Trivia
- Hoewel de film zich in Colombia afspeelt werd deze in Mexico opgenomen. De reden hiervoor was dat Colombia te onveilig was en acteurs mogelijk zelfs ontvoerd zouden worden.